# 吉住小三郎
吉住 小三郎（よしずみ こさぶろう）は、近世中期以来の長唄唄方の名跡。7代を数える。

## 初代
初代 吉住 小三郎（元禄12年（1699年）- 宝暦3年7月16日（1753年8月14日））
幼名を仙次郎といった。摂津国住吉の生まれ。住吉神社の神官あるいは伶人の家の出で、住吉を逆にした吉住を芸名として名乗ったと伝わる。はじめ六代目杵屋喜三郎あるいは四代目中山小三郎の弟子となり、仙次郎の初名で舞台に上がった。唄浄瑠璃を得意とし、大当たりを取った「娘道成寺」の初演で好評を得た。のちに坂田兵四郎と初代松島庄五郎と共に活躍し「名人上手」と並び称された。

## 二代目
二代目 吉住 小三郎（寛政12年（1800年）- 嘉永7年2月11日（1854年3月9日））
四ツ谷の芋屋の生まれ。幼名を五郎三郎といい、芋五郎とあだ名された。三代目芳村伊三郎の弟子となり、芳村五郎治を名乗って初舞台。そののち吉住小八を経て天保6年（1835年）頃に三代目芳村伊十郎を襲名、さらに花垣五郎三郎をへて、弘化3年（1846年）に二代目吉住小三郎を襲名した。俗に「芋屋の小三郎」。初代同様に唄浄瑠璃を得意とした。のちに三代目岡安喜三郎と二代目冨士田音蔵と共に「天保の三名人」と並び称された。

## 三代目
三代目 吉住 小三郎（天保3年（1832年）- 明治22年（1889年）12月25日）
江戸の生まれ。二代目の弟子となる。前名は吉住小太郎。万延元年（1860年）に三代目吉住小三郎を襲名。

## 四代目
四代目 吉住 小三郎（明治9年（1876年）12月15日 - 昭和47年（1972年）2月27日）
明治22年（1889年）12月に四代目吉住小三郎を襲名。昭和38年（1963年）6月に五代目に譲り、吉住慈恭を名乗る。

## 五代目
五代目 吉住 小三郎（明治41年（1908年）1月28日 - 昭和58年（1983年）1月16日）
東京の生まれ。四代目の長男。本名は吉住秀雄。大正13年（1924年）9月の長唄研精会で二代目吉住小太郎を襲名して初舞台。戦後は東京音楽学校で後進の指導と長唄の普及に力を注いだ。昭和38年（1963年）6月に五代目吉住小三郎を襲名。息子に6世小三郎、花垣嘉秀(三味線方)、吉住小貴三郎(唄方)。

## 六代目
六代目 吉住 小三郎（昭和6年（1931年）11月6日 - 平成18年（2006年）6月18日）
東京の生まれ。五代目の長男。本名は吉住隆雄。昭和29年（1954年）東京芸術大学邦楽科を卒業の後、昭和31年（1956年）に同大学で研究科を修了。この間、昭和30年（1955年）祖父・吉住慈恭に学び、吉住小三治郎を名乗って同年9月の長唄研精会で初舞台。昭和52年（1977年）に長唄十人会を結成。昭和58年（1983年）1月父の死去を受けて六代目吉住小三郎を襲名。翌年、長唄協会常任理事に就任。平成18年（2006年）がん性胸膜炎で死去。
作曲に「平賀源内」などがある。

## 七代目
七代目 吉住 小三郎（昭和39年（1964年） - ）
東京の生まれ。六代目の長男。平成20年（2008年）に七代目吉住小三郎を襲名し家元を継承。